# Copa Dubai 2008
A Copa Dubai de 2008 foi disputada entre 5 a 7 de janeiro de 2008. A premiação total foi de US$ 1 milhão para o campeão, US$ 700 mil para o segundo lugar, US$ 500 mil para o terceiro, e US$ 300 mil para o quarto. As despesas da viagem e da hospedagem foram pagas pelos organizadores. O estádio-sede foi o Stadium Dubai Sports City.

## Times
- Sport Club Internacional
- Football Club Internazionale Milano
- Amsterdamsche Football Club Ajax
- VfB Stuttgart

## Jogos

### Preliminares
| Equipe 1      | Resultado          | Equipe 2       |
| ------------- | ------------------ | -------------- |
| Internacional | 1 - 0              | Stuttgart      |
| Ajax          | 2 - 2 (2 - 3 G.P.) | Internazionale |

### Terceiro Lugar
| Equipe 1  | Resultado | Equipe 2 |
| --------- | --------- | -------- |
| Stuttgart | 1 - 0     | Ajax     |

### Final
| Equipe 1      | Resultado | Equipe 2       |
| ------------- | --------- | -------------- |
| Internacional | 2 - 1     | Internazionale |

## Final
| 7 de janeiro | Internacional             | 2 – 1 | Internazionale |  |
|              | Fernandão 2' · Nilmar 66' |       | Jiménez 40'    |  |

## Premiações
| Copa Dubai 2008                  |
| -------------------------------- |
| Sport Club Internacional CAMPEÃO |